# Llista d'asteroides/1301–1400
| Nom               | Designació provisional | Data de descobriment    | Descobridor/s     |
| ----------------- | ---------------------- | ----------------------- | ----------------- |
| 1301 Yvonne       | 1934 EA                | 7 de març del 1934      | L. Boyer          |
| 1302 Werra        | 1924 SV                | 28 de setembre del 1924 | K. Reinmuth       |
| 1303 Luthera      | 1928 FP                | 16 de març del 1928     | A. Schwassmann    |
| 1304 Arosa        | 1928 KC                | 21 de maig del 1928     | K. Reinmuth       |
| 1305 Pongola      | 1928 OC                | 19 de juliol del 1928   | H. E. Wood        |
| 1306 Scythia      | 1930 OB                | 22 de juliol del 1930   | G. N. Neujmin     |
| 1307 Cimmeria     | 1930 UF                | 17 d'octubre del 1930   | G. N. Neujmin     |
| 1308 Halleria     | 1931 EB                | 12 de març del 1931     | K. Reinmuth       |
| 1309 Hyperborea   | 1931 TO                | 11 d'octubre del 1931   | G. N. Neujmin     |
| 1310 Villigera    | 1932 DB                | 28 de febrer del 1932   | A. Schwassmann    |
| 1311 Knopfia      | 1933 FF1               | 24 de març del 1933     | K. Reinmuth       |
| 1312 Vassar       | 1933 OT                | 27 de juliol del 1933   | G. van Biesbroeck |
| 1313 Berna        | 1933 QG                | 24 d'agost del 1933     | S. J. Arend       |
| 1314 Paula        | 1933 SC                | 16 de setembre del 1933 | S. J. Arend       |
| 1315 Bronislawa   | 1933 SF1               | 16 de setembre del 1933 | S. J. Arend       |
| 1316 Kasan        | 1933 WC                | 17 de novembre del 1933 | G. N. Neujmin     |
| 1317 Silvretta    | 1935 RC                | 1 de setembre del 1935  | K. Reinmuth       |
| 1318 Nerina       | 1934 FG                | 24 de març del 1934     | C. Jackson        |
| 1319 Disa         | 1934 FO                | 19 de març del 1934     | C. Jackson        |
| 1320 Impala       | 1934 JG                | 13 de maig del 1934     | C. Jackson        |
| 1321 Majuba       | 1934 JH                | 7 de maig del 1934      | C. Jackson        |
| 1322 Coppernicus  | 1934 LA                | 15 de juny del 1934     | K. Reinmuth       |
| 1323 Tugela       | 1934 LD                | 19 de maig del 1934     | C. Jackson        |
| 1324 Knysna       | 1934 LL                | 15 de juny del 1934     | C. Jackson        |
| 1325 Inanda       | 1934 NR                | 14 de juliol del 1934   | C. Jackson        |
| 1326 Losaka       | 1934 NS                | 14 de juliol del 1934   | C. Jackson        |
| 1327 Namaqua      | 1934 RT                | 7 de setembre del 1934  | C. Jackson        |
| 1328 Devota       | 1925 UA                | 21 d'octubre del 1925   | B. Jekhovsky      |
| 1329 Eliane       | 1933 FL                | 23 de març del 1933     | E. Delporte       |
| 1330 Spiridonia   | 1925 DB                | 17 de febrer del 1925   | V. Albitskij      |
| 1331 Solvejg      | 1933 QS                | 25 d'agost del 1933     | G. N. Neujmin     |
| 1332 Marconia     | 1934 AA                | 9 de gener del 1934     | L. Volta          |
| 1333 Cevenola     | 1934 DA                | 20 de febrer del 1934   | O. Bancilhon      |
| 1334 Lundmarka    | 1934 OB                | 16 de juliol del 1934   | K. Reinmuth       |
| 1335 Demoulina    | 1934 RE                | 7 de setembre del 1934  | K. Reinmuth       |
| 1336 Zeelandia    | 1934 RW                | 9 de setembre del 1934  | H. van Gent       |
| 1337 Gerarda      | 1934 RA1               | 9 de setembre del 1934  | H. van Gent       |
| 1338 Duponta      | 1934 XA                | 4 de desembre del 1934  | L. Boyer          |
| 1339 Désagneauxa  | 1934 XB                | 4 de desembre del 1934  | L. Boyer          |
| 1340 Yvette       | 1934 YA                | 27 de desembre del 1934 | L. Boyer          |
| 1341 Edmée        | 1935 BA                | 27 de gener del 1935    | E. Delporte       |
| 1342 Brabantia    | 1935 CV                | 13 de febrer del 1935   | H. van Gent       |
| 1343 Nicole       | 1935 FC                | 29 de març del 1935     | L. Boyer          |
| 1344 Caubeta      | 1935 GA                | 1 d'abril del 1935      | L. Boyer          |
| 1345 Potomac      | 1908 CG                | 4 de febrer del 1908    | J. H. Metcalf     |
| 1346 Gotha        | 1929 CY                | 5 de febrer del 1929    | K. Reinmuth       |
| 1347 Patria       | 1931 VW                | 6 de novembre del 1931  | G. N. Neujmin     |
| 1348 Michel       | 1933 FD                | 23 de març del 1933     | S. J. Arend       |
| 1349 Bechuana     | 1934 LJ                | 13 de juny del 1934     | C. Jackson        |
| 1350 Rosselia     | 1934 TA                | 3 d'octubre del 1934    | E. Delporte       |
| 1351 Uzbekistania | 1934 TF                | 5 d'octubre del 1934    | G. N. Neujmin     |
| 1352 Wawel        | 1935 CE                | 3 de febrer del 1935    | S. J. Arend       |
| 1353 Maartje      | 1935 CU                | 13 de febrer del 1935   | H. van Gent       |
| 1354 Botha        | 1935 GK                | 3 d'abril del 1935      | C. Jackson        |
| 1355 Magoeba      | 1935 HE                | 30 d'abril del 1935     | C. Jackson        |
| 1356 Nyanza       | 1935 JH                | 3 de maig del 1935      | C. Jackson        |
| 1357 Khama        | 1935 ND                | 2 de juliol del 1935    | C. Jackson        |
| 1358 Gaika        | 1935 OB                | 21 de juliol del 1935   | C. Jackson        |
| 1359 Prieska      | 1935 OC                | 22 de juliol del 1935   | C. Jackson        |
| 1360 Tarka        | 1935 OD                | 22 de juliol del 1935   | C. Jackson        |
| 1361 Leuschneria  | 1935 QA                | 30 d'agost del 1935     | E. Delporte       |
| 1362 Griqua       | 1935 QG1               | 31 de juliol del 1935   | C. Jackson        |
| 1363 Herberta     | 1935 RA                | 30 d'agost del 1935     | E. Delporte       |
| 1364 Safara       | 1935 VB                | 18 de novembre del 1935 | L. Boyer          |
| 1365 Henyey       | 1928 RK                | 9 de setembre del 1928  | M. F. Wolf        |
| 1366 Piccolo      | 1932 WA                | 29 de novembre del 1932 | E. Delporte       |
| 1367 Nongoma      | 1934 NA                | 3 de juliol del 1934    | C. Jackson        |
| 1368 Numidia      | 1935 HD                | 30 d'abril del 1935     | C. Jackson        |
| 1369 Ostanina     | 1935 QB                | 27 d'agost del 1935     | P. F. Shajn       |
| 1370 Hella        | 1935 QG                | 31 d'agost del 1935     | K. Reinmuth       |
| 1371 Resi         | 1935 QJ                | 31 d'agost del 1935     | K. Reinmuth       |
| 1372 Haremari     | 1935 QK                | 31 d'agost del 1935     | K. Reinmuth       |
| 1373 Cincinnati   | 1935 QN                | 30 d'agost del 1935     | E. Hubble         |
| 1374 Isora        | 1935 UA                | 21 d'octubre del 1935   | E. Delporte       |
| 1375 Alfreda      | 1935 UB                | 22 d'octubre del 1935   | E. Delporte       |
| 1376 Michelle     | 1935 UH                | 29 d'octubre del 1935   | G. Reiss          |
| 1377 Roberbauxa   | 1936 CD                | 14 de febrer del 1936   | L. Boyer          |
| 1378 Leonce       | 1936 DB                | 21 de febrer del 1936   | F. Rigaux         |
| 1379 Lomonosowa   | 1936 FC                | 19 de març del 1936     | G. N. Neujmin     |
| 1380 Volodia      | 1936 FM                | 16 de març del 1936     | L. Boyer          |
| 1381 Danubia      | 1930 QJ                | 20 d'agost del 1930     | E. F. Skvortsov   |
| 1382 Gerti        | 1925 BB                | 21 de gener del 1925    | K. Reinmuth       |
| 1383 Limburgia    | 1934 RV                | 9 de setembre del 1934  | H. van Gent       |
| 1384 Kniertje     | 1934 RX                | 9 de setembre del 1934  | H. van Gent       |
| 1385 Gelria       | 1935 MJ                | 24 de maig del 1935     | H. van Gent       |
| 1386 Storeria     | 1935 PA                | 28 de juliol del 1935   | G. N. Neujmin     |
| 1387 Kama         | 1935 QD                | 27 d'agost del 1935     | P. F. Shajn       |
| 1388 Aphrodite    | 1935 SS                | 24 de setembre del 1935 | E. Delporte       |
| 1389 Onnie        | 1935 SS1               | 28 de setembre del 1935 | H. van Gent       |
| 1390 Abastumani   | 1935 TA                | 3 d'octubre del 1935    | P. F. Shajn       |
| 1391 Carelia      | 1936 DA                | 16 de febrer del 1936   | Y. Väisälä        |
| 1392 Pierre       | 1936 FO                | 16 de març del 1936     | L. Boyer          |
| 1393 Sofala       | 1936 KD                | 25 de maig del 1936     | C. Jackson        |
| 1394 Algoa        | 1936 LK                | 12 de juny del 1936     | C. Jackson        |
| 1395 Aribeda      | 1936 OB                | 16 de juliol del 1936   | K. Reinmuth       |
| 1396 Outeniqua    | 1936 PF                | 9 d'agost del 1936      | C. Jackson        |
| 1397 Umtata       | 1936 PG                | 9 d'agost del 1936      | C. Jackson        |
| 1398 Donnera      | 1936 QL                | 26 d'agost del 1936     | Y. Väisälä        |
| 1399 Teneriffa    | 1936 QY                | 23 d'agost del 1936     | K. Reinmuth       |
| 1400 Tirela       | 1936 WA                | 17 de novembre del 1936 | L. Boyer          |